# James Blunt
James Blunt, nome artístico de James Hillier Blount (Tidworth, 22 de fevereiro de 1974), é um cantor, compositor e instrumentista britânico. Foi também capitão do Exército Britânico.

## Biografia
James vem de uma família de forte tradição militar. O cantor serviu por seis meses na guerra do Kosovo e depois fez parte da Guarda da Rainha. Além da carreira no exército britânico, Blunt cursou Engenharia Aeroespacial. Antes de embarcar na carreira musical, Blunt também foi oficial da Life Guards, um reconhecido regimento do exército britânico e serviu no âmbito da NATO em Kosovo durante o conflito em 1999. Enquanto esteve destacado em Kosovo, Blunt foi apresentado ao trabalho dos Médicos sem Fronteiras (MSF), um grupo de ajuda humanitária mais conhecido por seu tratamento médico de emergência em regiões de conflitos. Desde então, Blunt tem apoiado os MSF, mantendo leilões beneficentes em muitos de seus concertos.

### Primeiros anos de  vida
Blunt nasceu num hospital do exército em Tidworth, Hampshire, Inglaterra, primeiro filho de Jane e Charles Blunt. Blunt passou a sua infância em Inglaterra, Hong-Kong, Chipre, e na Alemanha, onde o seu pai, coronel do exército britânico da Air Corps, e piloto de helicóptero militar, foi designado em vários momentos. Ele tem dois irmãos mais jovens. O pai incutiu-lhe o  amor por voar, e Blunt ganhou seu brevê de piloto aos 16 anos.

### Carreira militar
Como o exército britânico patrocinou sua educação universitária, Blunt foi obrigado a servir um mínimo de quatro anos nas forças armadas do país. Formou-se na Academia Militar Real de Sandhurst. Uma das suas primeiras missões foi no Canadá, onde a sua esquadra foi postada por um período de seis meses em 1998 para atuar como o exército oponente em exercícios de treino.
Em 1999 serviu com as forças da OTAN no Kosovo. Inicialmente designado para operações de reconhecimento ao longo da fronteira Macedônia-Iugoslávia, Blunt e sua unidade trabalharam adiante da linha de frente, indicando as posições sérvias para os bombardeios. Liderou a primeira esquadra de tropas a entrar em Priština, e foi o primeiro militar britânico a entrar no capital do Kosovo. Sua unidade recebeu a missão de assegurar o aeroporto de Priština. Houve momentos menos intensos durante a missão no Kosovo, no entanto; Blunt tinha trazido junto seu violão, e em alguns lugares, ao compartilhar uma refeição com os locais, Blunt se apresentava. Foi lá que, enquanto em serviço, ele escreveu a canção "No Bravery",depois de um longo período
Bom esquiador, Blunt foi capitão da Equipe de Esqui da Cavalaria Alpina, em Verbier, Suíça, e acabou se tornando campeão de todo o Corpo Real blindado. Estendeu o seu serviço militar, em Novembro de 2000, e após um intenso período de seis meses de um curso de equitação no exército foi destacado para o regimento de Cavalaria Montada Doméstica, em Londres, Inglaterra. Durante este destacamento, Blunt foi entrevistado sobre suas responsabilidades em o programa de televisão Women on Top, que mostra uma série de escolhas profissionais incomuns; Blunt fez a guarda do caixão da Rainha Mãe e fez parte do seu cortejo fúnebre, em 9 de abril de 2002. Blunt finalmente deixou o exército em 1 de outubro de 2002, após ter servido seis anos.

## Carreira

### Discografia
Álbuns de estúdio
| Ano  | Detalhes do Álbum | Melhores posições | Melhores posições | Melhores posições | Melhores posições | Melhores posições | Melhores posições | Melhores posições | Melhores posições | Melhores posições | Melhores posições | Vendas                       |
| Ano  | Detalhes do Álbum | RU                | AUS               | AUT               | CAN               | FRA               | ALE               | IRE               | NLD               | SUI               | USA               | Vendas                       |
| ---- | --- | ----------------- | ----------------- | ----------------- | ----------------- | ----------------- | ----------------- | ----------------- | ----------------- | ----------------- | ----------------- | ---------------------------- |
| 2005 | Back to Bedlam - Lançamento: 11 de outubro de 2005 - Formato(s): CD, download Digital, LP - Gravadora(s): Atlantic      | 1                 | 1                 | 1                 | 1                 | 2                 | 1                 | 1                 | 2                 | 1                 | 2                 | - : 13.320.000 - : 3.350.000 |
| 2007 | All the Lost Souls - Lançamento: 17 de setembro de 2007 - Formato(s): CD, download Digital, LP - Gravadora(s): Atlantic | 1                 | 1                 | 1                 | 1                 | 1                 | 1                 | 1                 | 2                 | 1                 | 7                 | - : 3.910.000 - : 810.706    |
| 2010 | Some Kind of Trouble - Lançamento: 8 de novembro de 2010 - Formato(s): CD, download Digital - Gravadora(s): Atlantic    | 4                 | 5                 | 3                 | 6                 | 3                 | 2                 | 6                 | 2                 | 1                 | 11                | - : 1.530.000 - : 320.000    |
| 2013 | Moon Landing - Lançamento: 21 de outubro de 2013 - Formato(s): CD, download Digital - Gravadora(s): Atlantic            | 2                 | 2                 | 1                 | 2                 | 5                 | 2                 | 5                 | 6                 | 1                 | 20                | - : 1.500.000 - : 395.000    |
| 2017 | The Afterlove - Lançamento: 24 de março de 2017 - Formato(s): CD, download Digital - Gravadora(s): Atlantic             | 6                 | 7                 | 7                 | 6                 | 8                 | 6                 | 7                 | 10                | 4                 | 177               | - : 300.000 - : 60.000       |
| 2019 | Once Upon A Mind - Lançamento: 25 de outubro de 2019 - Formato(s): CD, download Digital - Gravadora(s): Atlantic        | 3                 | 5                 | 6                 | 40                | 26                | 8                 | 38                | 29                | 4                 | —                 | - : 100.000                  |

- 2006: Chasing Time: The Bedlam Sessions

#### Singles
| Ano  | Single                                                            | Posições | Posições | Posições | Posições | Posições | Posições | Posições | Posições | Posições | Posições | Posições | Posições | Posições | Álbum                 |
| Ano  | Single                                                            | EUA      | GBR      | IRL      | CAN      | BRA      | ALE      | HOL      | NOR      | SUE      | SUI      | AUS      | NZ       | UWC      | Álbum                 |
| ---- | ----------------------------------------------------------------- | -------- | -------- | -------- | -------- | -------- | -------- | -------- | -------- | -------- | -------- | -------- | -------- | -------- | --------------------- |
| 2004 | "High"                                                            | 10       | 6        | 8        | —        | 6        | 2        | 2        | 4        | 1        | 1        | 5        | 8        | 4        | Back to Bedlam        |
| 2005 | "Wisemen"                                                         | 3        | 2        | 3        | —        | 1        | 4        | 7        | 2        | 3        | 2        | 1        | 1        | 2        | Back to Bedlam        |
| 2005 | "You're Beautiful"                                                | 1        | 1        | 1        | —        | 1        | 2        | 1        | 1        | 1        | 2        | 2        | 4        | 1        | Back to Bedlam        |
| 2005 | "Goodbye My Lover"                                                | 12       | 9        | 13       | —        | 7        | 8        | 4        | 6        | 1        | 9        | 3        | 1        | 4        | Back to Bedlam        |
| 2006 | "No Bravery"                                                      | —        | —        | —        | —        | —        | —        | —        | —        | —        | —        | —        | —        | —        | Back to Bedlam        |
| 2007 | "1973"                                                            | 73       | 4        | 1        | —        | 1        | 2        | 3        | 3        | 7        | 1        | 11       | 9        | 1        | All the Lost Souls    |
| 2007 | "Same Mistake"                                                    | 32       | 57       | 4        | —        | 1        | 6        | 48       | 4        | 25       | 21       | 3        | 8        | 9        | All the Lost Souls    |
| 2008 | "Carry You Home"                                                  | —        | 20       | —        | —        | 2        | 43       | 75       | —        | —        | 16       | —        | —        | —        | All the Lost Souls    |
| 2008 | "I Really Want You"                                               | —        | 171      | —        | 75       | —        | —        | —        | —        | —        | —        | —        | —        | —        | All the Lost Souls    |
| 2008 | "Love, Love, Love"                                                | —        | 121      | —        | —        | —        | —        | —        | —        | —        | 59       | —        | —        | —        | All the Lost Souls    |
| 2009 | "Primavera in anticipo (It is my song)" (dueto com Laura Pausini) | —        | —        | —        | —        | —        | 9        | —        | —        | —        | 5        | —        | —        | —        | Primavera in anticipo |
| 2010 | "Stay the Night"                                                  | 94       | 26       | 40       | —        | —        | 4        | 5        | —        | 44       | 1        | 10       | 13       | —        | Some Kind of Trouble  |
| 2011 | "So Far Gone"                                                     | —        | —        | —        | —        | —        | —        | 25       | —        | —        | 6        | —        | —        | —        | Some Kind of Trouble  |
| 2011 | "If Time Is All I Have"                                           | —        | —        | —        | —        | —        | —        | —        | —        | —        | —        | 64       | —        | —        | Some Kind of Trouble  |
| 2011 | "I'll Be Your Man"                                                | —        | —        | —        | —        | —        | —        | 40       | 13       | —        | 64       | —        | —        | —        | Some Kind of Trouble  |
| 2011 | "Dangerous"                                                       | —        | —        | —        | —        | —        | —        | —        | —        | —        | —        | —        | —        | —        | Some Kind of Trouble  |